# Vuoto (fisica)
Il vuoto (dal latino vacuum) è una regione di spazio priva di materia. In prima approssimazione si definisce vuoto una regione di spazio in cui la pressione è molto inferiore alla pressione atmosferica. Tale condizione, che si ottiene in genere in laboratorio, viene definita dai fisici vuoto parziale, che si contrappone al vuoto ideale perfetto, chiamato semplicemente vuoto.
La condizione di vuoto perfetto non è ottenibile in laboratorio e non è mai stata osservata in natura. Si ritiene che gran parte dello spazio intergalattico consista di un vuoto quasi perfetto, con un piccolo numero di molecole per metro cubo. Inoltre, anche supponendo che in una certa regione dello spazio fisico non ci fossero molecole, la presenza dei campi (gravitazionale, elettromagnetico, ecc.) comporterebbe comunque l'assenza di un vuoto completo.
La "qualità" di un vuoto parziale esprime quanto esso si avvicina a un vuoto perfetto, cioè quanto è bassa la pressione del gas. Per dare una scala di valori, l'aspirazione di un tipico aspirapolvere riduce la pressione approssimativamente del 20%; il vuoto che si riesce a produrre in laboratorio è di qualità molto più alta: le camere di ultra alto vuoto usate in fisica, chimica e ingegneria funzionano a pressioni che sono 10−12 volte la pressione atmosferica (100 nPa). In casi estremi si riescono ad avere regioni di spazio in cui sono presenti 100 particelle/cm³. Nello spazio cosmico intergalattico si raggiungono vuoti di qualità ancora maggiore, con pochi atomi di idrogeno per metro cubo. In alcuni acceleratori di particelle è possibile raggiungere condizioni di vuoto inferiori a quelle dello spazio intergalattico.
Il termine "vuoto" spesso si riferisce a condizioni fisiche diverse a seconda dell'ambito considerato (ad esempio termodinamica, meccanica quantistica, ingegneria). Ad esempio, quando si parla di grado di vuoto (nel senso di porosità) e di pompa a vuoto il concetto di vuoto è differente: nel primo caso si tratta di una parte dello spazio pertinente al solido stesso, ma non necessariamente priva di materia (ad esempio può essere riempito da un fluido, come l'aria o l'acqua), mentre nel secondo caso il vuoto consiste in un limite termodinamico a cui ci si avvicina al diminuire della pressione. Inoltre, quando si parla di "sottovuoto" ci si riferisce a una pressione minore dell'atmosfera, ma non necessariamente nulla.

## Storia

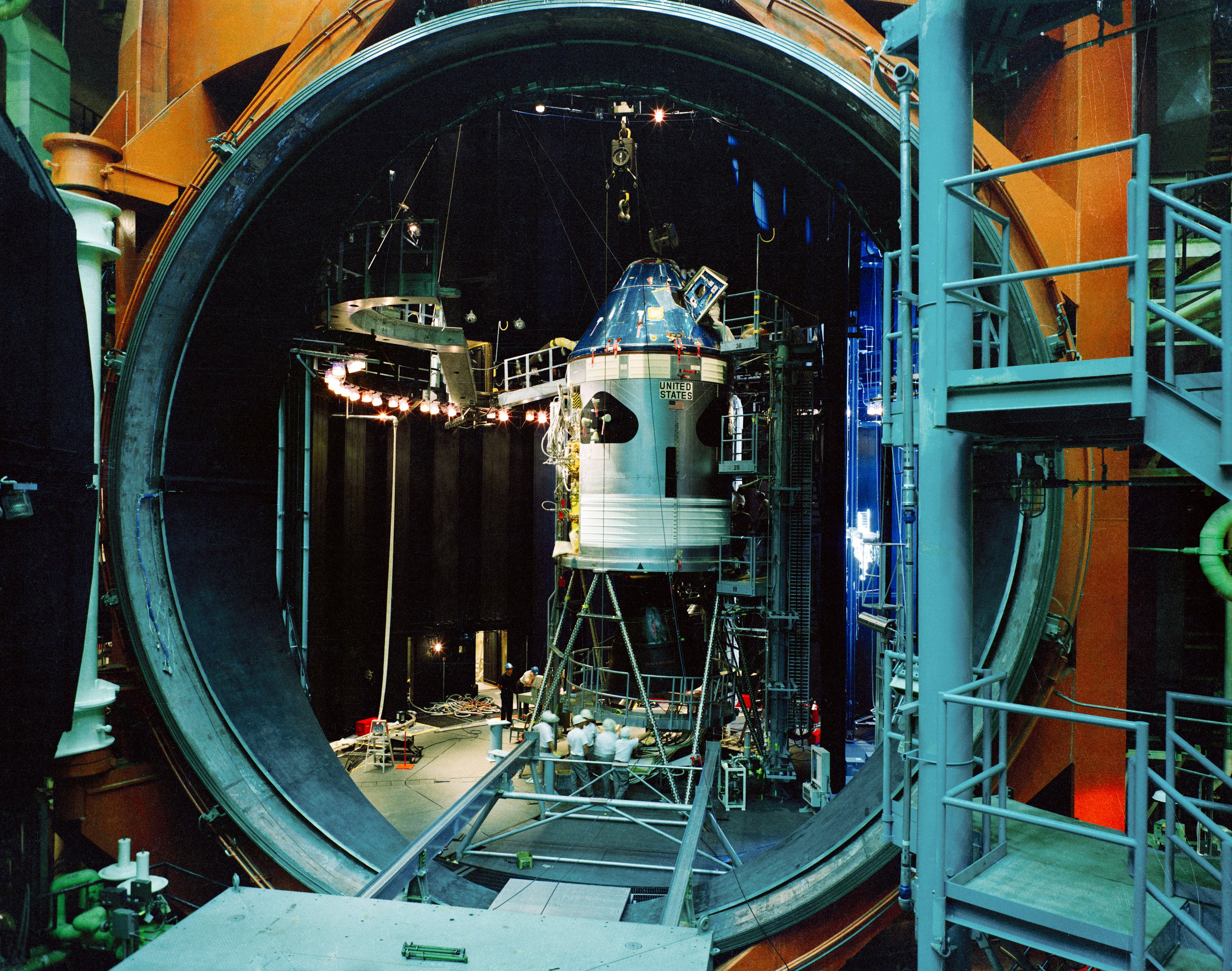
Modulo della navicella spaziale Apollo all'interno di una grande camera da vuoto che simula lo spazio

Anche se i filosofi greci anticamente hanno parlato del vuoto, solo nel XVII secolo è stato studiato in maniera empirica. Clemens Timpler (1605) filosofeggiava sulla possibilità sperimentale di produrre il vuoto in piccoli tubi. Evangelista Torricelli produsse per la prima volta il vuoto in laboratorio nel 1643, assieme a tecnologie connesse allo studio della pressione atmosferica. Il vuoto di Torricelli è creato riempiendo un alto contenitore di vetro chiuso ad un estremo e rovesciandolo in un recipiente contenente mercurio.
Il vuoto è divenuto un valido strumento industriale nel corso del XX secolo con l'invenzione della lampada a incandescenza e della valvola termoionica e di un gran numero di tecnologie del vuoto che di conseguenza si sono rese disponibili. In particolare lo sviluppo del volo spaziale ha suscitato interesse a proposito dell'impatto del vuoto sulla salute umana.

## Gradi di vuoto
Convenzionalmente si definiscono diversi "gradi di vuoto", ciascuno utilizzato in differenti applicazioni pratiche.
Per ottenere, mantenere e misurare ciascuno di essi in generale sono necessari differenti sistemi di pompaggio e materiali per la costruzione delle camere da vuoto.
Si possono definire i seguenti gradi di vuoto:
- Vuoto basso (Rough vacuum, RV): 1×105 Pa – 3×103 Pa
- Vuoto medio (Medium vacuum, MV): 3×103 Pa – 1×10−1 Pa
- Vuoto alto (High vacuum, HV): 1×10−1 Pa – 1×10−7 Pa
- Vuoto ultra alto (Ultra high vacuum, UHV): 1×10−7 Pa – 1×10−10 Pa
- Vuoto estremamente alto (Extremely high vacuum, EHV): < 1×10−10 Pa

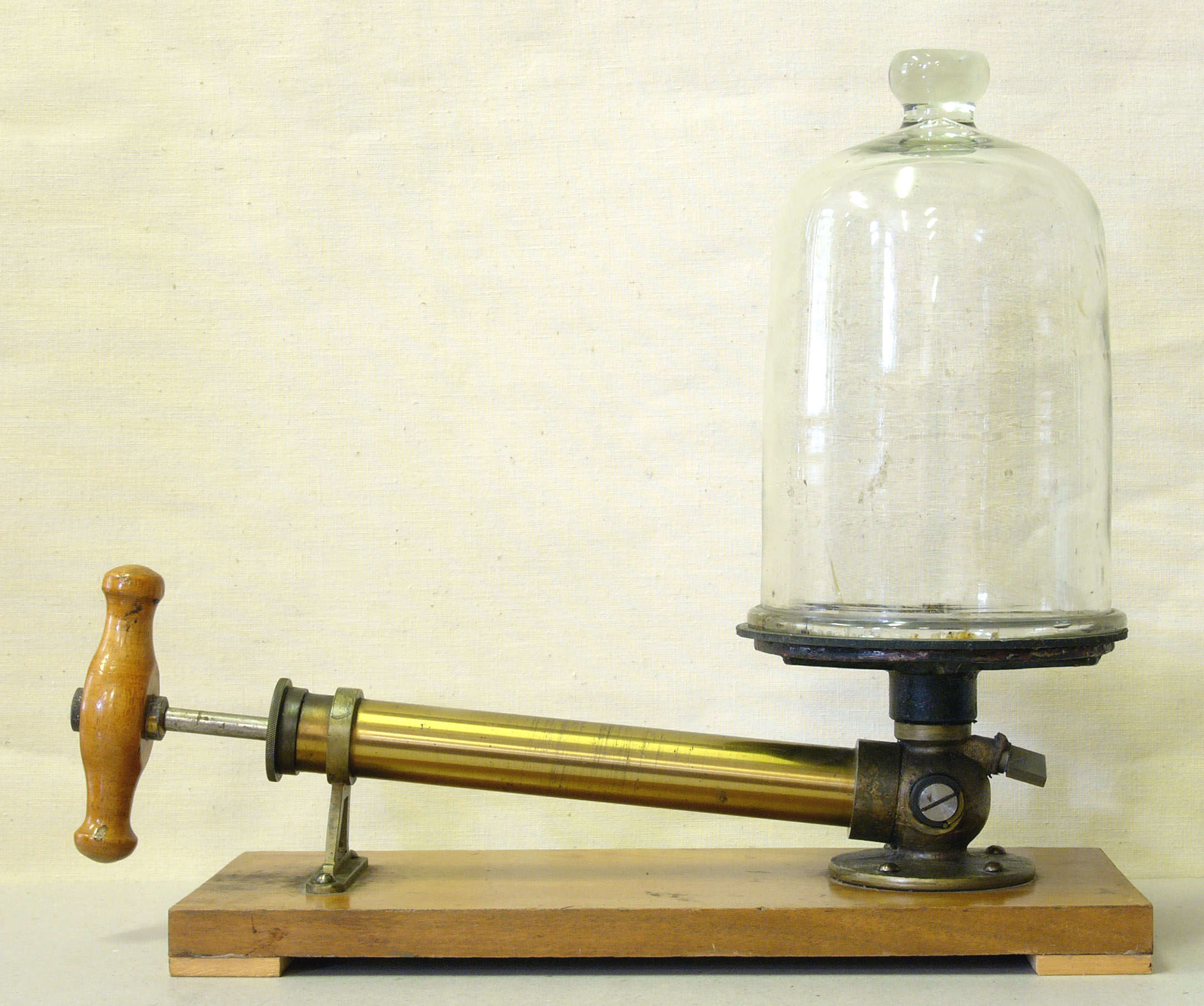
Una pompa da vuoto.

Di seguito sono riportati alcuni esempi pratici dei diversi regimi di vuoto:
- Pressione atmosferica: 1,01325×105 Pa
- Aspirapolvere: 0,8×105 Pa
- Pompa da vuoto meccanica = 1×102 Pa – 1×10−4 Pa
- Atmosfera terrestre esterna = 1,3×10−4 Pa
- Pressione atmosferica sulla Luna = 1,3×10−6 Pa
- Spazio interstellare = 1,3×10−8 Pa
- Epitassia da fasci molecolari criopompata = 1,33×10−7 Pa – 1,3×10−9 Pa

## Creare il vuoto
Quando si crea un vuoto parziale, la materia presente nel volume che è evacuata, scorre in modo differente a differenti pressioni, in base alle leggi della fluidodinamica.
Inizialmente può essere usata una pompa a vuoto primaria per rimuovere il materiale, poiché le molecole interagiscono l'una con l'altra e spingono quelle a loro vicine in quello che è chiamato flusso viscoso.
Quando la distanza tra le molecole aumenta, le molecole interagiscono più con le pareti del recipiente che con le altre molecole, e il pompaggio tradizionale (con pompe primarie) non è più efficace.

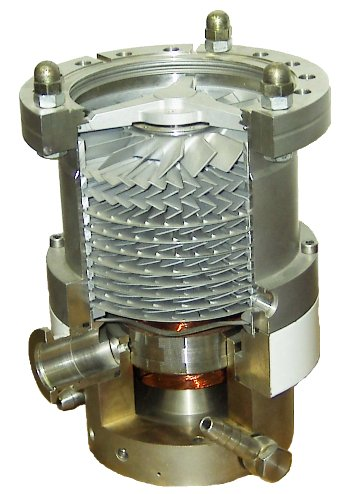
Una pompa turbomolecolare.

In questo stadio, il sistema è entrato in uno stato chiamato flusso molecolare, dove la velocità di ogni molecola è praticamente casuale.
I metodi per rimuovere il gas rimanente comprendono:
- Convertire le molecole di gas alla loro fase solida tramite congelamento (criopompa).
- Convertirle allo stato solido combinandole con altri materiali, (pompa ionica)
- Utilizzare un'altra pompa a trascinamento come una pompa turbomolecolare o una pompa a diffusione.

A pressioni estremamente basse, si verifica nel tempo il fenomeno del rilascio di gas (degassamento) da parte del recipiente a vuoto.
Esistono inoltre altri fenomeni che contrastano la diminuzione della pressione tendendo a introdurre nuove molecole nel recipiente da vuoto, fra le quali vi sono le microperdite, la permeazione, l'introduzione di gas di processo. Importante è avere una elevata conduttanza tra la pompa da vuoto e la camera da vuoto.
Anche se si genera un vuoto molto spinto in un contenitore sigillato ermeticamente, non c'è garanzia che la bassa pressione si conservi nel tempo, se non si considerano questi fenomeni. Il rilascio di gas è più alto ad alte temperature; e anche i materiali che a prima vista non sembrano assorbenti, liberano gas.
Il vapore acqueo è un componente primario del gas liberato, anche in recipienti di metallo duro come l'acciaio inossidabile o il titanio.
Il rilascio di gas può essere ridotto con l'essiccazione prima di fare il vuoto.
I recipienti rivestiti con materiale altamente gas-permeabile come il palladio, che è come una spugna che trattiene l'idrogeno, comportano importanti problemi di rilascio di gas: per questi motivi, spesso per creare gli impianti da vuoto si utilizzano particolari materiali da vuoto, studiati in modo da ridurre il più possibile i fenomeni che tendono ad aumentare la pressione nella camera da vuoto.
Per ottenere il vuoto molto spinto, i recipienti vengono riscaldati a qualche centinaio di gradi Celsius in modo da anticipare il rilascio del gas.
I gas liberati dal recipiente vengono tolti con pompe finché la maggior parte delle molecole di gas sono state rimosse, e dopo la temperatura può essere nuovamente abbassata.
Il processo per liberare il gas non sarebbe altrettanto efficace se fosse eseguito a temperatura ambiente.
Le pressioni più basse attualmente ottenibili in laboratorio sono di circa 10−13 Pa.

## Il vuoto quantistico
La teoria quantistica dei campi ci rivela che neanche un vuoto ideale, con una pressione misurata zero, è veramente vuoto.
Infatti, nel vuoto sono presenti fluttuazioni quanto-meccaniche che lo rendono un ribollire di coppie di particelle virtuali che nascono e si annichilano in continuazione. Tale fenomeno quantistico potrebbe essere responsabile del valore osservato della costante cosmologica.
Secondo il principio di indeterminazione di Heisenberg, energia e tempo, al pari di altre grandezze come posizione e velocità, non possono essere misurate con un'accuratezza infinita. Se lo spazio vuoto non avesse alcuna forma di energia, una particella potrebbe avere velocità ed energia entrambe nulle, con un errore pari a zero che violerebbe il principio di Heisenberg: ciò porta a concludere per l'esistenza di fluttuazioni quantistiche nello spazio vuoto, che generano una quantità minima di indeterminazione. Il vuoto è quindi pensato come un equilibrio dinamico di particelle di materia e di antimateria in continua creazione e annichilazione.
Le particelle virtuali del vuoto quantistico, caratterizzate dal consueto binomio onda-particella della meccanica quantistica, in uno spazio infinitamente esteso hanno lunghezza d'onda qualsiasi. Al contrario, in uno spazio limitato, ad esempio fra due pareti, esisteranno solo particelle con lunghezze d'onda che sono sottomultipli interi della distanza fra le pareti stesse, con un'energia inferiore di quella all'esterno. Si potrà perciò misurare una forza-pressione che tende ad avvicinare le pareti (effetto Casimir).
Le particelle sono dette virtuali perché normalmente non producono effetti fisici sperimentabili; in uno spazio limitato, tuttavia, vi sono delle grandezze misurabili, dovute all'interazione con la materia ordinaria.
Un altro motivo per l'energia del vuoto è che le pareti della camera a vuoto emettono luce in forma di radiazione del corpo nero: luce visibile, se sono alla temperatura di migliaia di gradi, luce infrarossa, se più fredde. Questa "zuppa" di fotoni sarà in equilibrio termodinamico con le pareti, e si può dire di conseguenza che il vuoto ha una particolare temperatura.

## Gli esperimenti
Verso il 1650, Otto von Guericke inventò la sua famosa pompa da vuoto, cominciando a stupire l'Europa con i suoi esperimenti pubblici: celebre l'esperienza degli emisferi di Magdeburgo (1654), nel quale due pariglie di cavalli non riuscivano a separare due emisferi di metallo accostati al cui interno era stato fatto il vuoto.
In un altro esperimento, condotto nello stesso anno, venti persone non riuscivano a trattenere un pistone che si ritirava se collegato a una camera in cui era stato fatto il vuoto: si tratta del primo esempio di motore a cilindro e pistone.

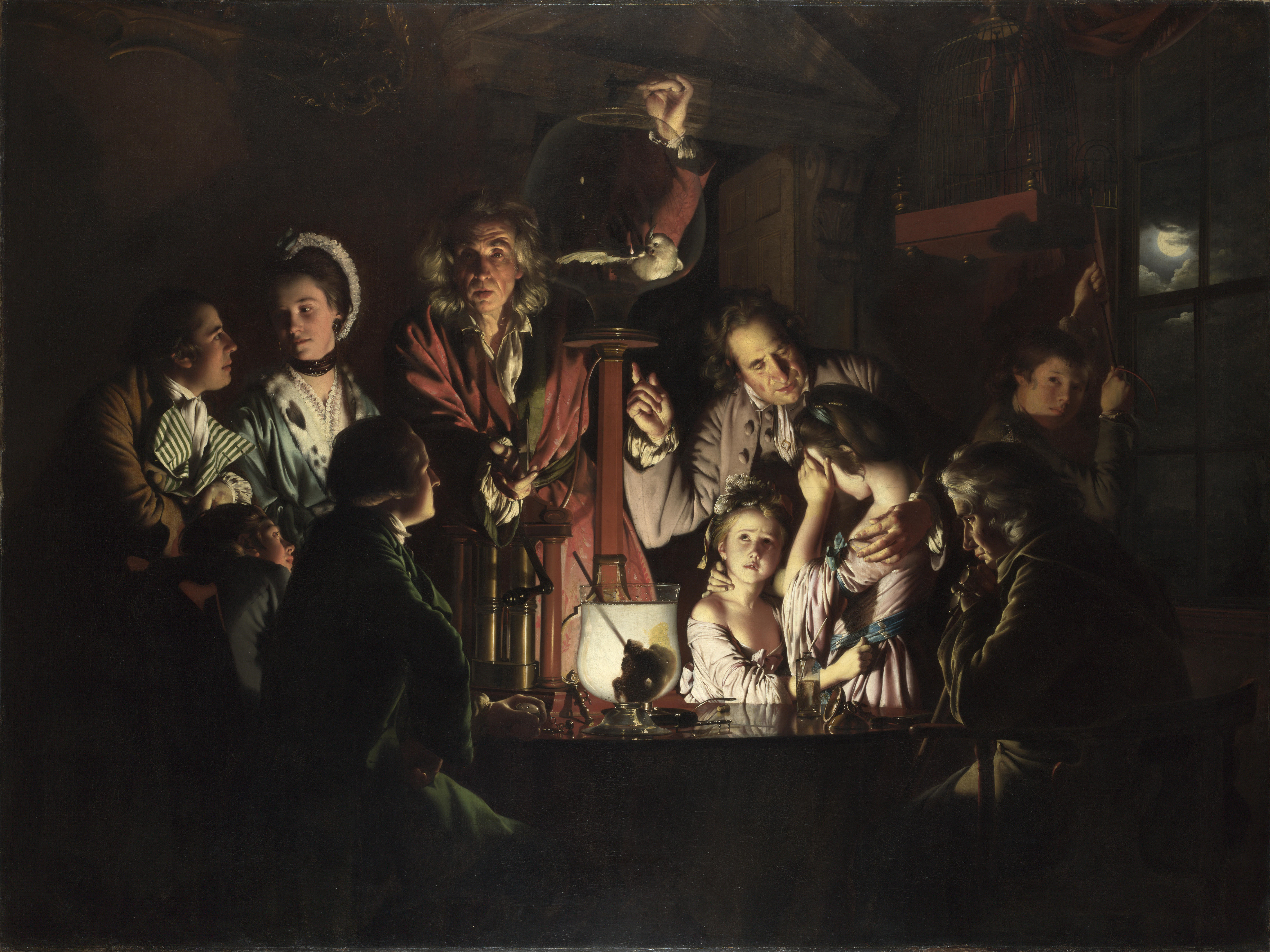
Quadro rappresentante gli esperimenti di Boyle del 1660 sul vuoto.

Robert Boyle perfezionò la macchina da vuoto di von Guericke e compì nuovi esperimenti, che descrisse in uno scritto del 1660.
Qualche anno più tardi Boyle determinò per via sperimentale la legge dei gas che porta il suo nome e che stabilisce la proporzionalità inversa tra volume e pressione di un gas per trasformazioni isoterme.
Alla pompa da vuoto lavorarono tra gli altri anche Christiaan Huygens e Robert Hooke.
In quegli anni continuarono inoltre le osservazioni sulle variazioni di pressione atmosferica: nel 1660 von Guericke osservava le fluttuazioni nel suo grande barometro ad acqua e un'improvvisa caduta gli permise di prevedere in anticipo l'arrivo di una tempesta.
Nel 1686 l'astronomo Edmond Halley riuscì a formulare una formula attendibile per la determinazione dell'altitudine in base alla variazione di pressione. Nel 1680 Huygens propose di sfruttare il vuoto per ricavare energia dalla pressione atmosferica.
Denis Papin, che lo aveva assistito negli esperimenti, nel 1687 è il primo a realizzare una macchina che sfrutta il vapore per muovere un pistone. Nel 1705 il fisico inglese Francis Hawksbee consolida la scoperta di von Guericke che il suono non si propaga nel vuoto e in seguito, nel 1709, realizza la prima pompa da vuoto a due cilindri.
Nel 1738 Daniel Bernoulli pubblica un importante trattato di idrodinamica, nel quale tra l'altro avanza alcune fondamentali ipotesi che saranno riprese nell'Ottocento nella cosiddetta teoria cinetica dei gas.

## Età contemporanea

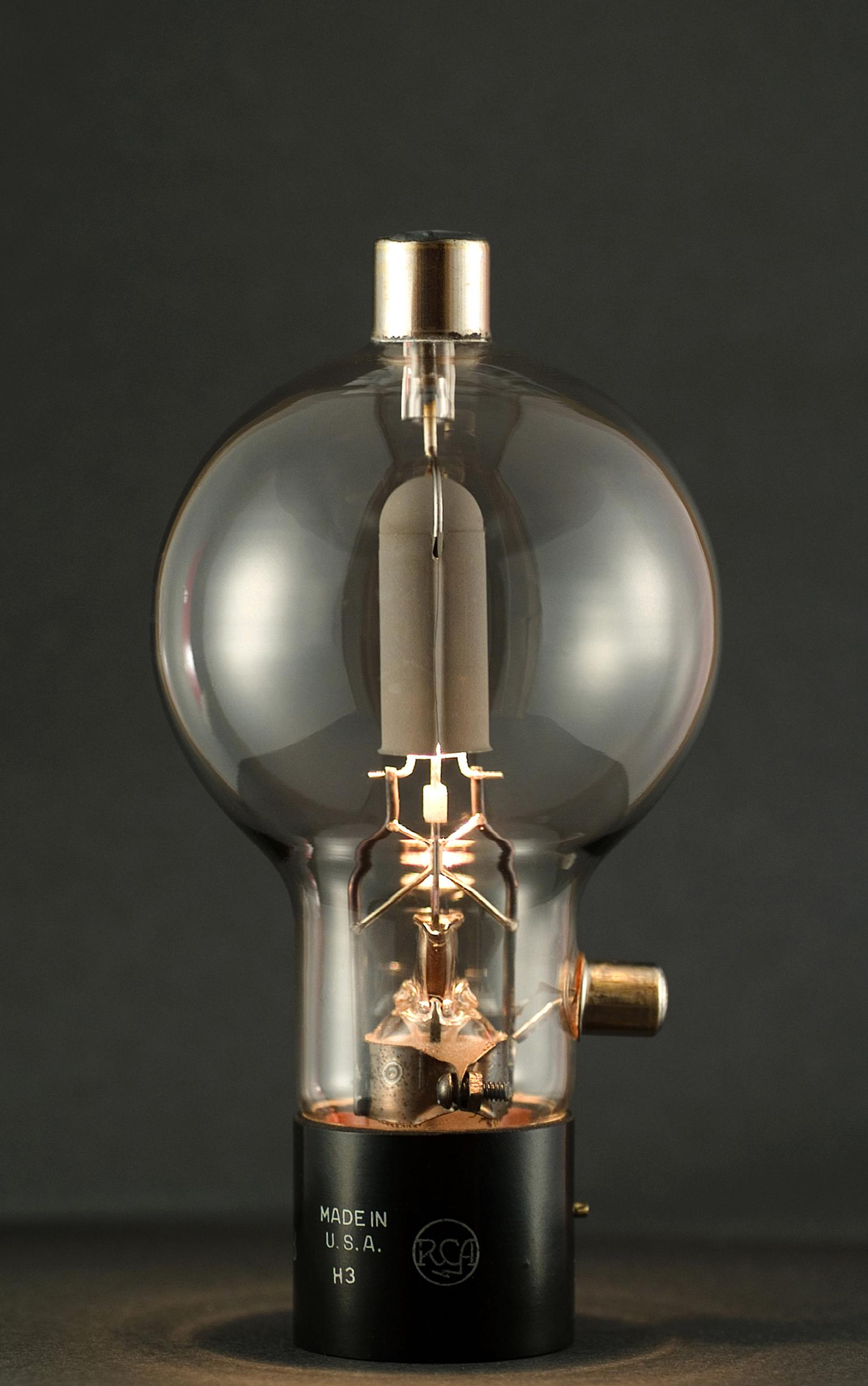
Tubo a vuoto.

Lo sviluppo delle scienze fisiche portò alla definizione rigorosa delle leggi dei gas, e la necessità di apparecchiature per la produzione (pompe da vuoto) e la misura (vacuometri) del vuoto diede un forte impulso alla ricerca tecnica.
Verso la metà dell'Ottocento l'introduzione di nuovi tipi di pompe permise di ottenere alti vuoti e di studiare, ad esempio, i fenomeni di ionizzazione dei gas in condizioni di estrema rarefazione.
Lo studio dei raggi catodici, prodotti nei tubi da vuoto, consentì di porre le basi per la determinazione del rapporto tra massa e carica dell'elettrone.
Negli stessi anni fu enunciata la teoria cinetica dei gas.
Nei primi anni del XX secolo vennero sviluppati diversi tipi di vacuometro, che consentirono di misurare pressioni fino a 10−1 Pa.
Nel 1909 è anche costruito il primo vacuometro a ionizzazione, che arriva a misurare fino a 10−6 Pa.
Dopo la seconda guerra mondiale furono apportati ulteriori miglioramenti ai vacuometri a ionizzazione, ed è ora possibile misurare vuoti estremi, anche superiori a 10−12 Pa.
Le spinte principali per il miglioramento delle tecnologie del vuoto provengono dall'industria e dalla ricerca. Le applicazioni pratiche sono numerosissime e nei più diversi campi: si sfrutta il vuoto in tubi a raggi catodici, lampadine, acceleratori di particelle, industria metallurgica, industria alimentare, industria aerospaziale, impianti per la fusione nucleare controllata, microelettronica, scienza delle superfici, ecc.